# Egira peritalis
Egira peritalis là một loài bướm đêm trong họ Noctuidae.